# Aeropuerto de Kristiansand-Kjevik
El Aeropuerto de Kristiansand-Kjevik (en noruego: Kristiansand lufthavn, Kjevik) (IATA: KRS, OACI: ENCN) es el aeropuerto de Kristiansand, provincia de Vest-Agder al sur de Noruega. Se encuentra a 16 km al noreste del centro de la ciudad. Presta servicio al distrito de Agder mediante vuelos nacionales e internacionales.
La Real Fuerza Aérea Noruega tiene un centro de entrenamiento en este aeropuerto. Desde él hay una línea de autobús hasta el centro de la ciudad y hasta Lillesand y Arendal.

## Aerolíneas y destinos

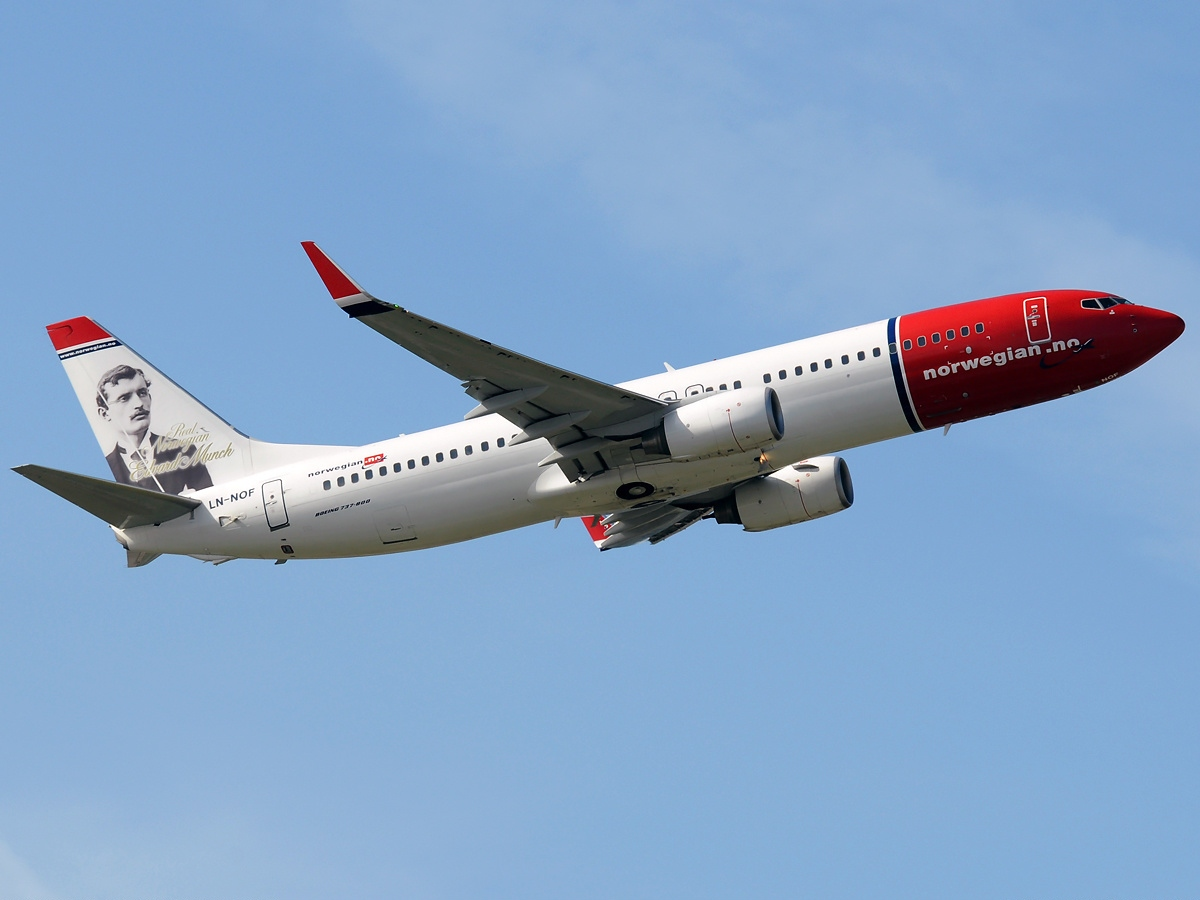
Norwegian Air Shuttle

| Aerolíneas                     | Destinos                                                                         |
| ------------------------------ | -------------------------------------------------------------------------------- |
| KLM operado por KLM Cityhopper | Ámsterdam-Schiphol                                                               |
| Norwegian Air Shuttle          | Oslo-Gardermoen                                                                  |
| Scandinavian Airlines          | Copenhague, Oslo Estacional: Alicante Chárter estacional: Gran Canaria, La Canea |
| Sunclass Airlines              | Chárter estacional: Palma de Mallorca                                            |
| Widerøe                        | Bergen-Flesland                                                                  |

## Estadísticas
Ver fuente y consulta Wikidata.